# Robert Kobliasvili
Robert Kobliasvili (eredeti grúz neve: რობერტ კობლიაშვილი) (1993. december 6. –) grúz kötöttfogású birkózó. A 2018-as birkózó-világbajnokságon a bronzérmet nyert 87 kg-os súlycsoportban, kötöttfogásban. A 2017-es birkózó Európa-bajnokságon bronzérmes lett 85 kg-ban. Egyszeres Európa-bajnoki aranyérmes és egyszeres ezüstérmes birkózó.

## Sportpályafutása
A 2018-as birkózó-világbajnokságon a bronzérmet nyert. A mérkőzést 4–2-re nyerte az orosz Bekhan Ozdojev ellen.